# Fus (eina)

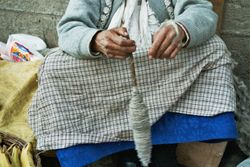
Dona que fila amb un fus (Regió d'Ayacucho, Perú)

El fus és un objecte que serveix per a filar fibres tèxtils. En la seva forma més simple és un tros de fusta llarg i arrodonit, que s'agusa en els seus extrems. i que en un d'ells, normalment l'inferior, duu una peça rodona de contrapès i topall, anomenada tortera o fusaiola.
Per a filar amb un fus es comença per prendre un floc d'alguna fibra tèxtil com llana o cotó i es retorça una porció entre els dits fins a donar-li forma de bri. Aquest bri inicial s'amarra al fus i se segueix realitzant el procediment de torsió. Mentrestant, amb l'altra mà es fa girar el fus amb un extrem afirmat en el sòl, de manera que el bri vaja enrotllant-se a ell, en aquesta operació la tortera ajuda a evitar que el fus es desestabilitzi i caigui. Una vegada que el fus s'ha omplert, la fibra filada es desenrotlla manualment o amb una debanadora, per a guardar-la com cabdell o com una madeixa, en aquest darrer cas, també pot usar-se una aspa.
El fus, és les seues diverses formes, és una eina que data del Neolític i que s'utilitza fins a l'actualitat. Varien principalment en les seues dimensions i materials, però també pel lloc que se situa la nou (dalt o baix) i per la presència o no de crocs o ganxos per a sostenir el bri que s'està filant. Una forma més sofisticada de fus, encara que també molt antiga, és la filosa que incorpora una roda, un pedal o manovella i una menuda debanadora. Els fusos prehistòrics solien ser fets de pedra.
Durant l'edat moderna s'usava com a símbol de la feminitat en les obres pictòriques.

## Història
L'origen del primer fus de fusta es perd a la història perquè els materials no van sobreviure. Els fusos amb ponderació de verticils es remunten almenys a l'època neolítica; s'han trobat verticils de fus en excavacions arqueològiques arreu del món.
Un fus també forma part de les rodes de filar tradicionals on és horitzontal, com la charkha índia i la roda gran o caminant. En la producció de fil industrial, també s'utilitzen fusos; veure Spinning Jenny, Spinning mule i Ring spinning.
La fusta tradicionalment preferida per fer fusos era la d'Euonymus europaeus, d'on deriva el nom tradicional anglès spindle bush.